# Campione del Garda
Campione del Garda è una frazione del comune di Tremosine sul Garda, all'interno del Parco Alto Garda Bresciano.

## Geografia fisica
Il paese si trova sulla sponda bresciana del lago di Garda, stretto, in un piccolo lembo di terra, fra le acque del lago e l'alta parete rocciosa dei monti sovrastanti. Proprio alle spalle del paese prima di raggiungere il lago il torrente San Michele ha scavato una ripida gola, la Forra di San Michele.

## Origini del nome
Il nome, che nel secolo XII appare in documenti nella forma "Campillione", deriva da un "Campili-one", dalla voce "Campilia" o "Campilius" (a sua volta derivata da "campestris") con significato di "piano arabile".

## Storia
Fin dalle origini il paese ha assunto una forte vocazione artigianale ed industriale, e da sempre questa sua peculiare caratteristica ha segnato le alterne vicende che si sono susseguite nella sua storia. Infatti già dal 1500 era sede di cartiere, mulini e fucine. Lo sviluppo dell'attività delle filande crebbe molto nel XVIII secolo, quando venne aperta una nuova filanda dalla famiglia Archetti e relativa costruzione di Villa Archetti, ancora presente. Questa passò poi, a fine del secolo alla famiglia Bottura. Si aprì però un periodo di crisi, durata fino in pieno Ottocento, che causò uno spopolamento del borgo.
Grazie all'intervento nel 1896 di Giacomo Feltrinelli il borgo si ripopolò. In quel frangente storico la località venne rilanciata da un punto di vista produttivo. Il paese assunse la fisionomia di un villaggio operaio, come accade in altre località ad opera degli industriali.
La crisi economica degli anni settanta provocò un'ulteriore chiusura del cotonificio nel 1981, fatto che determinò un ulteriore spopolamento e l'inizio del degrado del tessuto urbano.
Ora l'economia del paese si basa sul turismo, grazie anche ad una recente riqualificazione.
Su un tratto di Gardesana ora abbandonato si trova il monumento dedicato alla memoria del tenente dei bombardieri Angelo Gigante deceduto nel 1918, insieme all'anonimo autista, a bordo di un camioncino che trasportava taniche di benzina che si inabisso' nel lago dopo essere finito fuori strada per cause mai chiarite. Nel 2017,quindi ben 99 anni dopo il tragico evento, parte del camioncino venne casualmente individuata da un "rover" in perlustrazione sul fondale.

## Monumenti e luoghi d'interesse

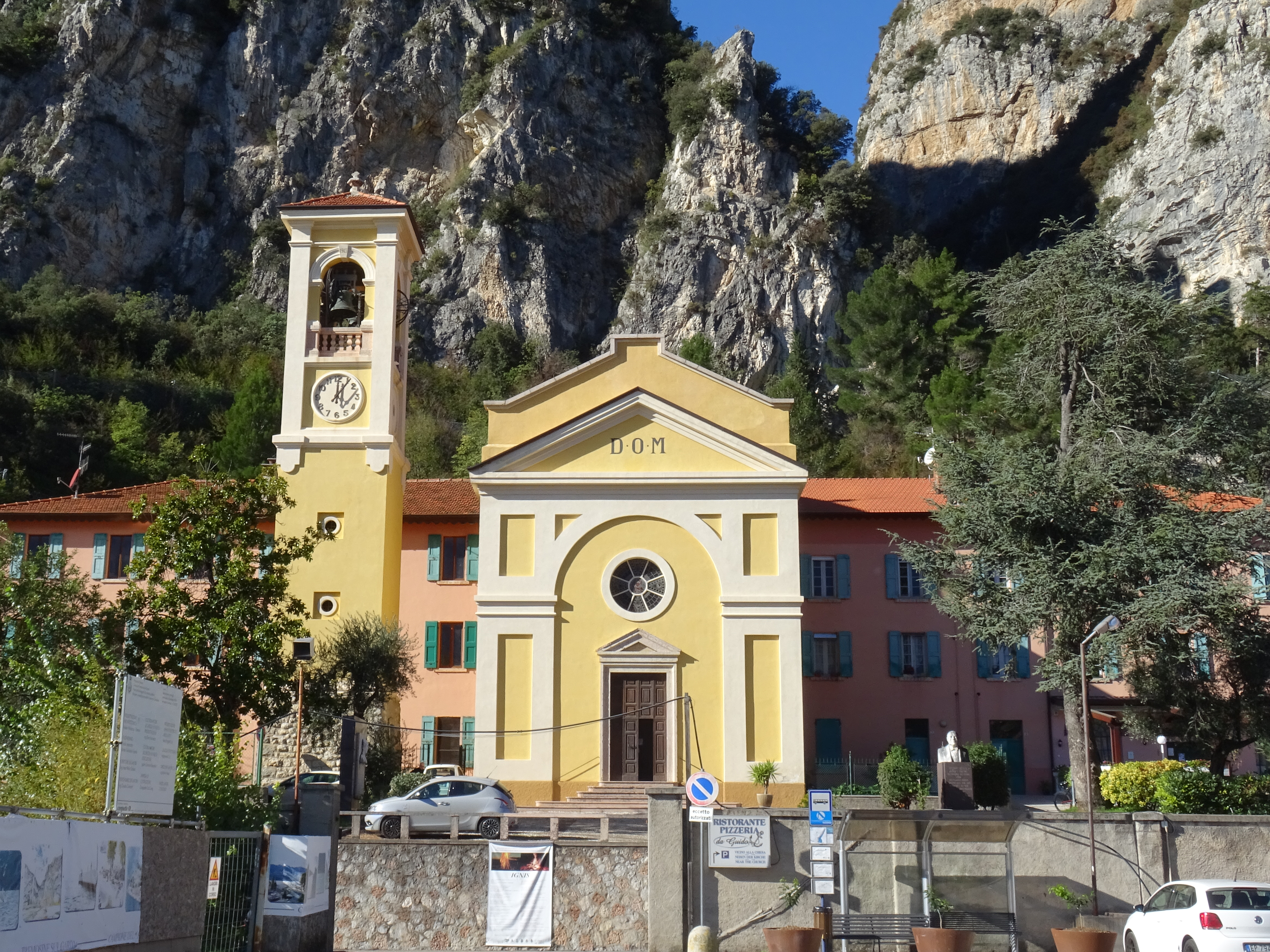
Chiesa di Sant'Ercolano

La chiesa di Sant'Ercolano, originariamente edificata nel XIII secolo, fu completamente ricostruita in forme neoclassiche alla fine del XIX e terminata nel 1901; due anni più tardi fu affiancata dal campanile.

## Cultura

### Media
Campione del Garda data la sua particolarità è stata talvolta inclusa in alcuni scenari cinematografici, tra cui The international.

## Economia

### Turismo
Dopo la parziale riqualificazione avviata a seguito degli anni duemila, il turismo è divenuto fondamentale per l'economia del luogo grazie soprattutto al clima del lago, tipicamente submediterraneo. Il luogo è apprezzato dagli amanti degli sport a vela, che possono godere di particolari condizioni e venti costanti. Un'altra attrattiva è la profonda gola del torrente San Michele, adatta a sport come il torrentismo. Si possono inoltre praticare escursioni lungo i sentieri 202 e 207 attraverso il canyon del torrente San Michele con arrivo a Pregasio nel comune di Tremosine, oppure verso Tignale, nella frazione Prabione ai piedi di Montecastello, dove sorge un eremo con monastero.
È possibile infine praticare il diving, visto che siamo in presenza di uno dei punti del lago più profondi, oltre 364 metri, e in presenza di profonde pareti verticali, anche di oltre 40 metri con sculture naturali subacquee come il "Pinnacolo".

## Infrastrutture e trasporti
Il centro è raggiungibile tramite la statale SS45bis, la cui uscita si trova al km 94 della stessa. Gli ingressi e le uscite dal paese sono esclusivamente accessibili dai tunnel che provengono dalla galleria principale della SS45bis.
In auto:
Campione del Garda è raggiungibile dal Nord con l'autostrada del Brennero A22, uscita a Rovereto Sud per poi raggiungere Riva e proseguire sulla SS45bis fino a Campione del Garda.
Dall'autostrada A4 con uscita a Desenzano o Brescia Est per poi costeggiare il Lago di Garda fino a destinazione (SS45bis). Attenzione, l'ingresso in paese avviene con una deviazione in galleria.
In treno:
In treno si arriva fino a Desenzano. Da qui si può raggiungere Campione con autobus o (meglio) col traghetto.
In aereo:
Campione del Garda è solo una frazione di Tremosine che a sua volta si trova sulla Gardesana Occidentale, per gli aeroporti si appoggia agli aeroporti di Orio al Serio, a Verona Villafranca e a Montichiari.